# Бельцы-Слободзея (станция)
Бельцы-Слободзея (рум. Gara Bălți-Slobozia), или Северный вокзал — один из железнодорожных вокзалов Бельц, расположенный на площади (памятник жертвам коммунизма) при пересечении Киевской улицы. Является самым важным железнодорожным узлом в Бельцах и на севере Молдавии.

## История
Здание вокзала построено в 1970—1980 годах в рамках строительства Молдавской железной дороги (Calea Ferată din Moldova — CFM) по проекту советских архитекторов. Строительство вокзала также велось под руководством советских архитекторов.
Начиная с 6 июля 1949 года, с железнодорожного вокзала Бельцы-Слободзея были депортированы в Сибирь тысячи жителей Молдавии в рамках операции «Юг». Операция по депортации проводилась советской администрацией, вследствие чего около 12 тысячи молдавских семей были перемещены.

## География
Вблизи вокзала расположены стадион «Локомотив» и памятник паровозу.

## Направления
Два пути Северного вокзала обслуживают поезда дальнего следования, два — пригородные поезда. Несколько путей обслуживают грузовые перевозки. Один из старых путей занимает экспозиция музея истории железнодорожного транспорта.